# 金钩如意草
金钩如意草（学名：Corydalis taliensis）为罂粟科紫堇属下的一个种。

## 扩展阅读
- 維基物種上的相關：金钩如意草